# Терезиенфельд
Терезиенфельд (нем. Theresienfeld) — ярмарочная коммуна (нем. Marktgemeinde) в Австрии, в федеральной земле Нижняя Австрия.
Входит в состав округа Винер-Нойштадт. Население составляет 2703 человека (на 31 декабря 2005 года). Занимает площадь 11,42 км². Официальный код — 3 23 30.

## Политическая ситуация
Бургомистр коммуны — Теодор Шильхер (СДПА) по результатам выборов 2005 года.
Совет представителей коммуны (нем. Gemeinderat) состоит из 21 места.
- СДПА занимает 15 мест.
- АНП занимает 6 мест.